# Thiratoscirtus capito
Thiratoscirtus capito là một loài nhện trong họ Salticidae. Chúng được Eugène Simon miêu tả năm 1903.